# シベリア連邦管区

シベリア連邦管区
Сибирский федеральный округ

シベリア連邦管区（シベリアれんぽうかんく、ロシア語: Сибирский федеральный округ: Sibirskij federal'nyj okrug）は、ロシア連邦の地域管轄区分である連邦管区のひとつ。ロシアのアジア部分の中部を管轄し、本部はノヴォシビルスク州のノヴォシビルスクに置かれる。2016年の人口は1932万4031人で、ロシア連邦全体の13.4%を占める。

## 行政区画

シベリア連邦管区の連邦構成主体図

シベリア連邦管区に所属する連邦構成主体は、
1. アルタイ共和国
2. アルタイ地方
3. イルクーツク州
4. ケメロヴォ州
5. クラスノヤルスク地方
6. ノヴォシビルスク州
7. オムスク州
8. トムスク州
9. トゥヴァ共和国
10. ハカス共和国

の10主体である。
自治管区内にある連邦構成主体の変遷
2007年1月1日 - エヴェンキ自治管区とタイミル自治管区をクラスノヤルスク地方に併合
2008年1月1日 - イルクーツク州がウスチオルダ・ブリヤート自治管区を併合
2008年3月1日 - チタ州とアガ・ブリヤート自治管区が合併しザバイカリエ地方となる
2018年11月3日 - ブリヤート共和国とザバイカリエ地方が極東連邦管区へ移管

## 人口
- 1979年1月17日：1922万9103人
- 1989年1月12日：2107万7718人
- 2002年10月9日：2006万2938人
- 2010年10月14日：1925万6426人
- 2016年1月1日：1932万4031人[2]

## 隣接行政区
- 北：カラ海
- 東：極東連邦管区
- 南東：内モンゴル自治区
- 南：フブスグル湖
- 南：ザブハン県
- 南：オブス県
- 南：バヤン・ウルギー県
- 南：新疆ウイグル自治区
- 南西：カザフスタン
- 西：ウラル連邦管区

## 歴代大統領全権代表
1. レオニード・ドラチェフスキー (2000年5月18日 - 2004年9月9日)
2. アナトリー・クワシニン (2004年9月9日 - 2010年9月9日)
3. ヴィクトル・トロコンスキー (2010年9月9日 - 2014年5月12日)
4. ニコライ・ロゴシュキン (2014年5月12日 - 2016年7月28日)
5. セルゲイ・メニャイロ（ロシア語版） (2016年7月28日 - 現職)